# Certhilauda curvirostris
Certhilauda curvirostris là một loài chim trong họ Alaudidae.